# Călinești, Argeș
Călinești là một xã thuộc hạt Argeș, România. Dân số thời điểm năm 2002 là 10555 người.